# マルヴィート
マルヴィート（イタリア語: Malvito）は、イタリア共和国カラブリア州コゼンツァ県にある、人口約1,700人の基礎自治体（コムーネ）。

## 地理

### 位置・広がり

#### 隣接コムーネ
隣接するコムーネは以下の通り。
- チェトラーロ
- ファニャーノ・カステッロ
- モッタフォッローネ
- ロッジャーノ・グラヴィーナ
- サン・ソスティ
- サンターガタ・ディ・エーザロ
- サンタ・カテリーナ・アルバネーゼ

## 行政

### 分離集落
マルヴィートには、以下の分離集落（フラツィオーネ）がある。
- Pauciuri, Piana, Vaditari